# Lycaena aster
Lycaena aster är en fjärilsart som beskrevs av Edwards 1882. Lycaena aster ingår i släktet Lycaena och familjen juvelvingar. Inga underarter finns listade i Catalogue of Life.